# Großes Fenn (Berlin)
Das Große Fenn ist ein Moorgebiet und ein Naturschutzgebiet im Berliner Ortsteil Wannsee des Bezirks Steglitz-Zehlendorf. Es liegt im Jagen 60 des Düppeler Forstes.

## Unterschutzstellung
Großes Fenn wurde zum Naturschutzgebiet erklärt gemäß §§ 18 und 19 des Berliner Naturschutzgesetzes in der Fassung vom 30. Januar 1979 (GVBl. S. 183), geändert durch Gesetz vom 3. Oktober 1983 (GVBl. S. 1290). Die Schutzgebietsverordnung trat am 5. Dezember 1986 in Kraft.

## Beschreibung

Großes Fenn im März 2024

Das Große Fenn ist 6,39 Hektar groß, davon beträgt die Kesselmoorfläche 1,9 Hektar. Entstanden ist es aus einem verlandeten Toteisloch vom Ende der letzten Eiszeit. Der Oberboden des Großen Fenns zeigt einen 8 bis 17 Zentimeter mächtigen Sandauftrag, der die torfmooshaltigen Radizellentorfe bedeckte. Im eingesenkten Zentrum waren die Moorwasserstände nahe unter dem Flur. Außerdem zeigen sich plattige Torfschrumpfungshorizonte bis in 40 Zentimeter Tiefe. Das Moorgebiet liegt lediglich 1 bis 2 Meter über dem Niveau der Havelniederungsmoore (31 bis 32 Meter über NHN). Weil das Gebiet hochgewachsen ist mit Kiefern, kann die Wasserspeisung zum aktuellen Kenntnisstand nicht gesteuert werden, da eine Trinkwasserförderung nicht vorhanden ist und Maßnahmen derzeit nicht vorgenommen werden können. Es gäbe die Möglichkeit der Wiedervernässung, dann müsste aber der Oberbodenabtrag im Moorzentrum gemacht werden.

## Flora und Fauna
Das Gebiet gilt als stark gestörtes Torfmoss-Wollgras-Zwischenmoor mit Pfeifengras und Sumpf-Reitgrasbeständen. Selten sind typische Zwischenmoorarten zu finden sowie die Moosbeere, aber in den 1990er Jahren wurden der Rundblättrige und Mittlere Sonnentau oder das Schmalblättrige und das Scheiden-Wollgras nachgewiesen, diese werden heutzutage nicht mehr gesichtet. Selten zu finden sind auch die Niedermoorarten sowie das Sumpf-Veilchen, Wassernabel, Straußblütiger Gilbweiderich, Sumpf-Blutauge, Steife Segge und Graue Segge; all diese Pflanzen stehen in der Berliner Roten Liste. Häufig oder stellenweise zu sehen sind Torfmoose. Die Austrocknung des Moores ist ein Grund dafür, dass in der Moorsenke Kiefern wachsen. Es wurden seltene wirbellose Tierarten im Großen Fenn nachgewiesen sowie die Baldachinspinne.

## Schutzzweck und Pflege
Das Gebiet wurde in den vergangenen Jahrzehnten stark beeinträchtigt durch die Austrocknung mit einhergehendem Kiefernbewuchs. Dessen Verdunstung verstärkt zunehmend das Wasserdefizit. Das hat außerdem Folgen auf die zunehmende Mineralisierung des Bodens. Weil der Torf seine wasserhaltige Wirkung verliert, kann er abgebaut werden. Im Jahr 1997 gab es einen Brand und dieser verdrängte die Moorvegetation. Der Wasserhaushalt in diesem Gebiet ist sehr gestört. Diese Ursachen sind bisher ungeklärt und können durch Pflegemaßnahmen nicht oder kaum verbessert werden. Es werden aber sporadisch aufgewachsene Gehölze entfernt.